# Ryan Dunn (cestista)
Ryan Christian Dunn (Baldwin, 7 gennaio 2003) è un cestista statunitense, professionista nella NBA con i Phoenix Suns.

## Carriera
Dopo aver trascorso due anni giocando a livello collegiale per la University of Virginia, viene scelto con la 28esima scelta assoluta al draft NBA 2024 dai Denver Nuggets, venendo poi scambiato ai Phoenix Suns in cambio di DaRon Holmes.

## Statistiche

### College
| Anno      | Squadra            | PG | PT | MP   | TC%  | 3P%  | TL%  | RP  | AP  | PRP | SP  | PP  |
| --------- | ------------------ | -- | -- | ---- | ---- | ---- | ---- | --- | --- | --- | --- | --- |
| 2022-2023 | Virginia Cavaliers | 31 | 0  | 12,9 | 53,2 | 31,3 | 50,0 | 2,9 | 0,3 | 0,4 | 1,1 | 2,6 |
| 2023-2024 | Virginia Cavaliers | 34 | 34 | 27,5 | 54,8 | 20,0 | 53,2 | 6,9 | 0,8 | 1,3 | 2,3 | 8,1 |
| Carriera  | Carriera           | 65 | 34 | 20,6 | 54,4 | 23,5 | 52,5 | 5,0 | 0,5 | 0,9 | 1,7 | 5,5 |

### NBA

#### Regular Season
| Anno      | Squadra      | PG | PT | MP   | TC%  | 3P%  | TL%  | RP  | AP  | PRP | SP  | PP  |
| --------- | ------------ | -- | -- | ---- | ---- | ---- | ---- | --- | --- | --- | --- | --- |
| 2024-2025 | Phoenix Suns | 74 | 44 | 19,1 | 43,0 | 31,1 | 48,7 | 3,6 | 0,8 | 0,6 | 0,5 | 6,9 |
| Carriera  | Carriera     | 74 | 44 | 19,1 | 43,0 | 31,1 | 48,7 | 3,6 | 0,8 | 0,6 | 0,5 | 6,9 |